# Nesypka
Nesypka je zaniklá usedlost v Praze 5-Smíchově, která stála na rohu ulic Švédská a U Nesypky. Kaple Nejsvětější Trojice, která se z usedlosti dochovala, je chráněna jako kulturní památka České republiky.

## Historie
Viniční dům stál na místě Nesypky již ve středověku. Ve 2. polovině 17. století bylo na jeho místě postaveno malé, obdélné, patrové stavení, ke kterému přiléhala barokní kaple.
Roku 1718 koupil vinici prokurátor Jiří Maxmilián Nesyba, po kterém usedlost získala jméno. Dalšími vlastníky byli roku 1821 pražský prýmkař František Scheiba a koncem 19. století Martin Vlček. Ještě před 1. světovou válkou byla usedlost zbořena.
Kaple Nejsvětější Trojice
Kapli založenou roku 1667 dal roku 1732 Jiří Nesyba přestavět. Při josefínských reformách byla roku 1784 zrušena, obnovena byla roku 1821. Na začátku 20. století byla ubourána při úpravách silnice a zbyla z ní pouze její přední část.